# یوسوکه نوماتا
یوسوکه نوماتا (انگلیسی: Yūsuke Numata؛ زادهٔ ۱۰ ژوئن ۱۹۶۸) صداپیشگی در ژاپن اهل ژاپن است. وی از سال ۱۹۸۹ میلادی تاکنون مشغول فعالیت بوده‌است.